# Aleksiej Małajew
Aleksiej Nikołajewicz Małajew (ros. Алексей Николаевич Малаев; ur. 30 lipca?/11 sierpnia 1865, zm. 14 maja?/27 maja 1902 w Siedlcach) – działacz państwowy Imperium Rosyjskiego, wicegubernator siedlecki i lubelski.

## Życiorys
Aleksiej Nikołajewicz Małajew urodził się 30 lipca 1865 roku, wywodził się z prawosławnej szlachty dziedzicznej guberni chersońskiej.
Ukończył Pietrowski Korpus Kadetów w Połtawie, po czym 28 sierpnia 1883 roku, już jako wojskowy, wstąpił do Nikołajewskiej Szkoły Kawalerii. Przeszedł tam ścieżkę kolejnych stopni: szeregowy junkier od 18 września 1883 roku, podoficer od 15 sierpnia 1884 roku i kornet od 7 sierpnia 1885 roku. Ostatni z tych awansów wiązał się też z zakończeniem nauki i przydziałem do 32 Czugujewskiego Pułku Dragonów. Służył tam, z dwuletnią przerwą na odbycie kursu jazdy wierzchem w Kawaleryjskiej Szkole Oficerskiej (3 września 1886–25 sierpnia 1888), do 14 stycznia 1890 roku, kiedy to uzyskał zgodę na przejście do rezerwy. Dosłużył się stopnia porucznika (XII ranga wojskowa w tabeli rang), awans nastąpił 5 lutego 1889 roku.
Od 20 stycznia 1890 do 12 marca 1899 roku pełnił różne obowiązki w Kancelarii Generał-Gubernatora Warszawskiego. Zatrudniony jako pomocnik referenta w randze sekretarza kolegialnego (X ranga cywilna, nadana 9 stycznia), 1 listopada 1892 roku mianowany urzędnikiem do specjalnych poruczeń VI klasy przy generał-gubernatorze. Od 12 czerwca 1895 roku pełnił obowiązki urzędnika do specjalnych poruczeń V klasy, choć oficjalny awans nastąpił dopiero 24 stycznia 1899 roku. W tym czasie został trzykrotnie awansowany w tabeli rang: 4 maja 1892 roku został mianowany radcą tytularnym (IX ranga cywilna), 16 marca 1895 roku został awansowany do rangi asesora kolegialnego (VIII cywilna), zaś po trzech latach, 11 listopada 1898 roku został radcą nadwornym (VII ranga cywilna). Jednym z pierwszych przydziałów Małajewa była praca w komisji zajmującej się finansami Warszawskich Teatrów Rządowych – pełnił w niej obowiązki referenta od 28 maja 1892 roku. Zdarzyło mu się również prowadzić tajne śledztwo (przydział 10 września 1893 roku) i zajmować się spisem powszechnym 1897 roku (w odpowiedniej komisji od 14 stycznia). Nadzorował też od 3 stycznia 1898 roku podległą Kancelarii drukarnię. Gros swojej działalności służbowej w tym okresie poświęcił jednak sprawie budownictwa cerkiewnego. Zaczął od nadzorowania prac budowlanych w guberniach lubelskiej, łomżyńskiej, siedleckiej i suwalskiej (22 grudnia 1892–20 maja 1894), od lipca 1897 roku był zastępcą przewodniczącego komisji zajmującej się remontem cerkwi pod wezwaniem Zaśnięcia Najświętszej Marii Panny w Warszawie, przede wszystkim jednak zajmował się kwestią budowy w stolicy generał-gubernatorstwa soboru św. Aleksandra Newskiego. W komitecie zasiadł 6 listopada 1893 roku, najpierw w charakterze pomocnika referenta, a od 13 października 1895 roku już jako referent. Przynajmniej trzy ostatnie z jego pięciu delegacji poza kraj nadwiślański były związane z budową świątyni – kolejno jeździł do Petersburga (14 kwietnia 1896 roku), do guberni czernihowskiej (5 lutego 1897 roku) i trzy razy do obu stolic imperium: 28 maja 1897 roku, 5 lipca i 10 grudnia 1898 roku. Kwestia budowy tej świątyni zajmowała Małajewa nawet po opuszczeniu Warszawy – 13 maja 1899 roku został członkiem komitetu.
Pomimo nieposiadania jeszcze przewidzianej na to stanowisko V rangi, 12 marca 1899 roku został mianowany wicegubernatorem w guberni siedleckiej, gdzie zastąpił Nikołaja Suchotina. Pierwszego dnia 1901 roku został za wyróżniającą się służbę awansowany w tabeli rang na radcę kolegialnego (VI ranga cywilna). Po 3 tygodniach, 22 stycznia został przeniesiony do guberni lubelskiej, na miejsce Michaiła Siewasianowa. W Siedlcach zastąpił go Konstantin Stiefanowicz.
Aleksiej Nikołajewicz Małajew zmarł na gruźlicę płucną 14 maja 1902 roku. Do śmierci wicegubernatora doszło w Siedlcach, gdy ten wracał z podróży zagranicznej. Na stanowisku wicegubernatorskim ponownie zastąpił go Konstantin Stiefanowicz. Dwudziestosześcioletnia wdowa otrzymała roczną emeryturę w wymiarze 1400 rubli.

## Odznaczenia
Aleksiej Nikołajewicz był kawalerem następujących orderów:
- Order Świętego Stanisława:

1. III klasa – 21 czerwca 1891 roku,
2. II klasa – 6 grudnia 1897 roku[5].

- Order Świętej Anny:

1. III klasa – 30 sierpnia 1894 roku[5].

Medale
- Srebrny Medal dla Upamiętnienia Panowania Aleksandra III(inne języki) – 26 lutego 1896 roku[5],
- Ciemnobrązowy Medal za spis powszechny 1897 roku(inne języki) – 1897 rok[5].

Dodatkowo Małajew otrzymywał dodatek do pensji za służbę w Królestwie Polskim: w wysokości piętnastu procent za pięciolecie (od 18 marca 1895 roku) i kolejne piętnaście procent za dziesięciolecie (od 20 stycznia 1900 roku).

## Rodzina
Bratem Aleksieja był Michaił Małajew, gubernator chersoński w latach 1905–1908.
Ożenił się w 1900 roku z Aleksandrą Jewgienijewną Subbotkiną (ur. 10 października 1875, zm. po 1915). Była ona córką Jewgienija Subbotkina, który w momencie ślubu państwa młodych był gubernatorem siedleckim, a więc bezpośrednim przełożonym Aleksieja. Para doczekała się syna Nikołaja, urodzonego 27 października 1901 roku.